# حصن كيفا
حصن كيفا (بالتركية: Hasankeyf) كانت بلدة عربية قديمة في أعالي الجزيرة الفراتية، تقع على ضفاف نهر دجلة. هي اليوم جزء من محافظة بطمان في جنوب شرق تركيا. بلغ عدد سكان البلدة نحو 7,464 نسمة عام 2000. تعد الآن منطقة أثرية وسياحية يتوافد إليها السياح من معظم بلدان العالم.
على الرغم من الاعتراضات المحلية والدولية، فقد غمرت المياه المدينة والمواقع الأثرية كجزء من مشروع سد إليسو. بحلول 1 أبريل 2020، وصل منسوب المياه إلى ارتفاع 498.2 مترًا ، الذي يغطي المدينة بأكملها.

## التاريخ

### الفتح الإسلامي
بحلول 630 م، غزت القوات العربية الإسلامية أجزاء كبيرة من بلاد ما بين النهرين وسوريا وإيران. يبدو أن كيفا فتحت خلال الفتح الإسلامي لأرمينيا في 640، بعد وقت قصير من فتح نصيبين. على مدى القرون الخمسة اللاحقة، حكمت المدينة سلالات عربية تحت اسم حصن كيفا، تحت سلطة الخلافات الأموية والعباسية، ثم حكمت لاحقًا من قبل الحكام الحمدانيين والمروانيين شبه المستقلين.

### الفترة الأرتقية (1102-1232)
في القرن الحادي عشر، تحرك السلاجقة الأتراك وحلفاؤهم من التركمان والأغوز إلى أرمينيا الغربية، وبلغت ذروتها في هزيمة السلاجقة للقوات البيزنطية في معركة ملاذكرد عام 1071. وسرعان ما أدى النصر إلى سيطرة القوات السلجوقية على أجزاء كبيرة من الأناضول وشمال بلاد ما بين النهرين. منح السلطان السلجوقي بركيارق حصن كيفا إقطاعاً للأرتقيين في عام 495 هـ (1101/1102). في عام 1104، سجن جوسلين الأول من الرها ، في ذلك الوقت في حصن كيفا من قبل سقمان بعد أن تم أسره في معركة حران مع قريبه بالدوين الثاني من القدس.
أدت السيطرة على التجارة على طول طريق ديار بكر - الموصل الموازي لنهر دجلة ، وبين الشمال والجنوب بين بحيرة وان والفرات إلى ازدهار الأرتقيين وضمنت قوتهم في المنطقة. وبالتالي ، كان وجود معبر نهر لنقل للبضائع والأشخاص ، وقام الأرتقيون ببناء جسر عبر نهر دجلة في وقت ما بين 1147 و 1172. كانت هذه الفترة بمثابة العصر الذهبي لحصن كيفا ، حيث قام الأرتوقيون وخلفاؤهم الأيوبيون ببناء قصر صغير وقصر كبير بالإضافة إلى جسر دجلة. ساعدت البنية التحتية والموقع وأهمية المدينة في زيادة التجارة وجعلت حصن كيفا نقطة انطلاق على طريق الحرير.

### الأيوبيون والمغول (1232–1462)
بمجرد سقوط القلعة في أيدي القوات الأيوبية، نصب الكامل على الفور ابنه البالغ من العمر 27 عامًا، الصالح أيوب، حاكما لكل من آمد وحصن كيفا مع بداية فترة الحكم الأيوبي على ديار بكر. كان الحكم الأيوبي لحصن كيفا غير آمن منذ البداية تقريبًا. خلال عام 1235، تقدمت قوات سلاجقة الروم بعلاء الدين كبقباد إلى جنوب شرق الأناضول، واستولى على خربوط وأورفة وحران. في ذي الحجة 632 / آب 1235، حاصروا آمد، لكنهم لم ينجحوا في الاستيلاء على المدينة، وبالتالي لم يتقدموا حتى حصن كيفا. بعد خمس سنوات فقط من استيلاء الأيوبيين على حصن كيفا، أصبحت بالفعل بيدقًا في صراعات السلطة داخل الأسرة الحاكمة. بحلول عام 634 هـ (1236/1237)، كان الأشرف مستاءًا من طموح أخيه الكامل الخفي. جند الأشرف حكام حلب وحمص في فصيله وأرسل سفراء إلى بلاط السلطان السلجوقي علاء الدين كيقباد لاقتراح تحالف. عندما وصلوا إلى البلاط السلجوقي اكتشفوا أن كيقباد كان قد مات في 4 شوال 634 (الموافق 31 أيار/مايو 1237، فأصبح عليهم التعامل مع ابنه غياث الدين كيخسرو الثاني. يخمن مؤرخ الشرق الأوسط ر. ستيفن همفريز أن كيخسرو قد عُرض عليه السيطرة على آمد وحصن كيفا مقابل الانضمام إلى الحلف. على الرغم من أن الأشرف كان قد حشد تحالفًا هائلاً ضد أخيه، إلا أنه لم يتمكن من استخدام هذا في الاشتباك مع قوات الكامل لأنه كان مريضًا بالفعل وقت المفاوضات مع السلاجقة، وتوفي في 4 محرم 635 الموافق 28 آب/أغسطس.
توفي الكامل في 6 آذار/مارس 1238، ودخلت المنطقة الأيوبية في اضطرابات جديدة. كان الكامل قد ورث السيطرة على الجزيرة الفراتية للصالح أيوب، الذي كان أمير حصن كيفا، وعين شقيقه الأصغر العادل وريثًا له في مصر. في دوره الجديد كسلطان، نصب الصالح أيوب ابنه الصغير المعظم توران شاه أميراً لحصن كيفا عام 636 هـ (1238/1239)، مع أحد مستشاريه المقربين، حسام الدين، بصفته أتابك توران شاه. في غضون ذلك، حشد الصالح أيوب جيشٔا للسيطرة على دمشق وتحدي حكم العادل على مصر. بحلول حزيران/يونيو 1240، قبض جنود الصالح أيوب على العادل وأصبح الصالح الحاكم الأعلى للممتلكات الأيوبية. يبدو أن المعظم نجل الصالح توران شاه ظل أميرًا لحصن كيفا من 1238 حتى 1249. عندما توفي الصالح أيوب فجأة في 12 تشرين الثاني/نوفمبر 1249، كان لا بد من استدعاء توران شاه في عجلة من أمره للسيطرة على الإمبراطورية الأيوبية.
أرسلت أرملة الصالح، شجرة الدر، سفارة خاصة لجلب ابنها إلى مصر. كان توران شاه قد غادر حصن كيفا مع هذا الحزب بحلول 18 كانون الأول/ديسمبر 1249 متوجهاً إلى عانة ودمشق. خلف المؤيد عبد الله والده توران شاه في حكم حصن كيفا. على الرغم من أن والده حكم مصر بالكاد لمدة عام وقتل أثناء استيلاء المماليك، إلا أن المؤيد عبد الله حكم حصن كيفا لأكثر من ثلاثة عقود، من 647 هـ (1249/1250) إلى 693 هـ (1293/1294)، وكان مؤسس السلالة الأيوبية المحلية.
على الرغم من أنه لم يتبق سوى القليل من هذه الفترة المزدهرة من تاريخ المدينة، إلا أن هناك سردًا تفصيليًا مباشرًا معاصرًا لعز الدين بن شداد، الذي كانت زيارته الأخيرة في عام 657 هـ (1258/1259). يسرد العديد من المباني في البلدة السفلى، بما في ذلك دار السلطنة (بالقرب من الجسر)، ومسجد وثلاث مدارس، وأربعة حمامات ومقابر ونوازل وبازارات. في القلعة، ذكر ابن شداد مسجدًا آخر، وساحة مفتوحة، وحقولًا لزراعة ما يكفي من الحبوب «لإطعام السكان من عام إلى آخر». يشير المؤرخ الألماني للفن الإسلامي مايكل مينيكي إلى أنه لا يمكن تحديد أي من المباني التي وصفها ابن شداد تقريبًا في حصن كيفا الحالية ، ويعزو ذلك إلى الإهمال في أعقاب الغزوات المغولية اللاحقة وعدم الاستقرار السياسي.
في عام 1255 ، وكل الخان مونج العظيم شقيقه هولاكو بقيادة جيش مغولي ضخم لغزو أو تدمير الدول الإسلامية المتبقية في المشرق العربي. حاصر هولاكو بغداد لأول مرة و استولى عليها في 13 شباط/فبراير 1258 ودمرها. احتل حلب في 24 كانون الثاني/يناير 1260، واستولى الجنرال النسطوري المسيحي المغولي ، كتبوكا نويان ، على دمشق في 1 آذار/مارس. بدا أنه من المحتم أن تسقط كل مدن المنطقة، بما في ذلك حصن كيفا، في أيدي المغول، وبالفعل سقط معظمها. يبدو أن خطة هولاكو كانت المضي قدمًا في فلسطين ومصر. لكن أثناء وجوده في حلب في ربيع عام 1260، تلقى رسالة تفيد بوفاة خان مونك العظيم في الصيف الماضي (في 11 آب/أغسطس 1259). بينما لم يتوقع هولاكو أن يخلف أخيه الأكبر، كان هناك صراع بين اثنين من إخوته الآخرين، قوبلاي خان وأريك بوك، للسيطرة على إمبراطورية المغول، وقرر هولاكو أنه من الحكمة الانسحاب إلى تبريز انتظارًا لحل هذا الأمر.
تقلص اقتصاد المنطقة تدريجيًا خلال القرن الرابع عشر وأوائل القرن الخامس عشر، وفقًا للمؤرخ توماس ألكسندر سنكلير، لكن هذا على الأرجح لم يتسبب في أي انخفاض سكاني في مدينتي ماردين أو حصن كيفا، حيث استمر البناء دون انقطاع. وانكمشت أو اختفت عدة مدن أخرى في المنطقة مثل ميافارقين وأرزان ونصيبين ودارا. بعد تفكك الإلخانات، شنت قوة أرتقية حربًا ضد الأيوبيين في حصن كيفا عام 1334، لكنهم هُزِموا بشكل حاسم، واكتسب الأيوبيون ممتلكاتهم على الضفة اليسرى لنهر دجلة.
في أوائل القرن الخامس عشر ومنتصفه، هاجمت قوات آق قويونلو التركمانية حصن كيفا عدة مرات، لكن الحكام الأيوبيين تمكنوا من الاحتفاظ بالسيطرة على المدينة وازدهرت المدينة حتى نهاية القرن الخامس عشر. في القرن الرابع عشر، أعاد الأيوبيون بناء قلعة حصن كيفا التي كانت بمثابة معقل لهم كانت تابعة للمماليك وإمارة القادرية على التوالي حتى حلت محلهم الإمبراطورية العثمانية في أوائل القرن السادس عشر.

### فترة آق قويونلو (1462-1501)
خلال النصف الثاني من القرن الخامس عشر، كان حصن كيفا لا يزال يحكمه آخر سلالة أيوبيين متبقيين، والذين يدينون بالولاء لاتحاد تركمان آق قويونلو. سلالة آق قويونلو ترأسها أوزون حسن من 1452 إلى 1478. كانت العاصمة الأولى لأوزون حسن في أميدا (ديار بكر الحديثة)، والتي حصل عليها من شقيقه جيهانجير في عام 1452. ومن هناك، شرع أوزون حسن في حملة لتوسيع أراضيه على حساب منافسه سلالة كارا كويونلو. كان حصن كيفا من أوائل المدن التي اعترفت بسيادة أوزون حسن ، في اتفاقية وقعها الأمير الأيوبي عام 1455. بينما تمكن أوزون حسن من بسط نفوذه في معظم أنحاء ديار بكر والجزيرة خلال خمسينيات القرن الخامس عشر.
توسعت أراضي آق قويونلو بشكل أكبر بعد هزيمتهم لكارا كويونلو في إيران (1467-1469) ، ونقل أوزون حسن عاصمته إلى تبريز. ومع ذلك ، أتبع حسن هذه النجاحات بحملة كارثية ضد الإمبراطورية العثمانية. هزمت القوات العثمانية بقيادة محمد الثاني ، المسلحين بالبنادق والمدافع ، جيش حسن من سلاح الفرسان الخفيف في معركة بالقرب من أرزينجان في أغسطس 1473. بينما نجا أوزون حسن ، قُتل ابنه زينيل بك في المعركة. في إحياء الذكرى، تم نصب ضريح زينيل بك في حصن كيفا في حوالي عام 1474 بأمر من أوزون حسن، أو خليل شقيق زينيل الأكبر. يتم نقل الضريح حاليًا إلى موقع جديد لتجنب الفيضانات بسبب ارتفاع مياه السد القريب.

### الإمبراطورية الصفوية (1504-1514 / 1517)
في عام 1504 ، في عهد الملك (الشاه) إسماعيل الأول (1501-1525)، أسس الصفويون محافظة ديار بكر قصيرة العمر، والتي كانت تتألف من ست مقاطعات، بما في ذلك حصن كيفا.

### الإمبراطورية العثمانية والجمهورية التركية
في عام 1514/1517، استولى العثمانيون على حصن كيفا وبقية محافظة ديار بكر الصفوية.

## تعداد السكان

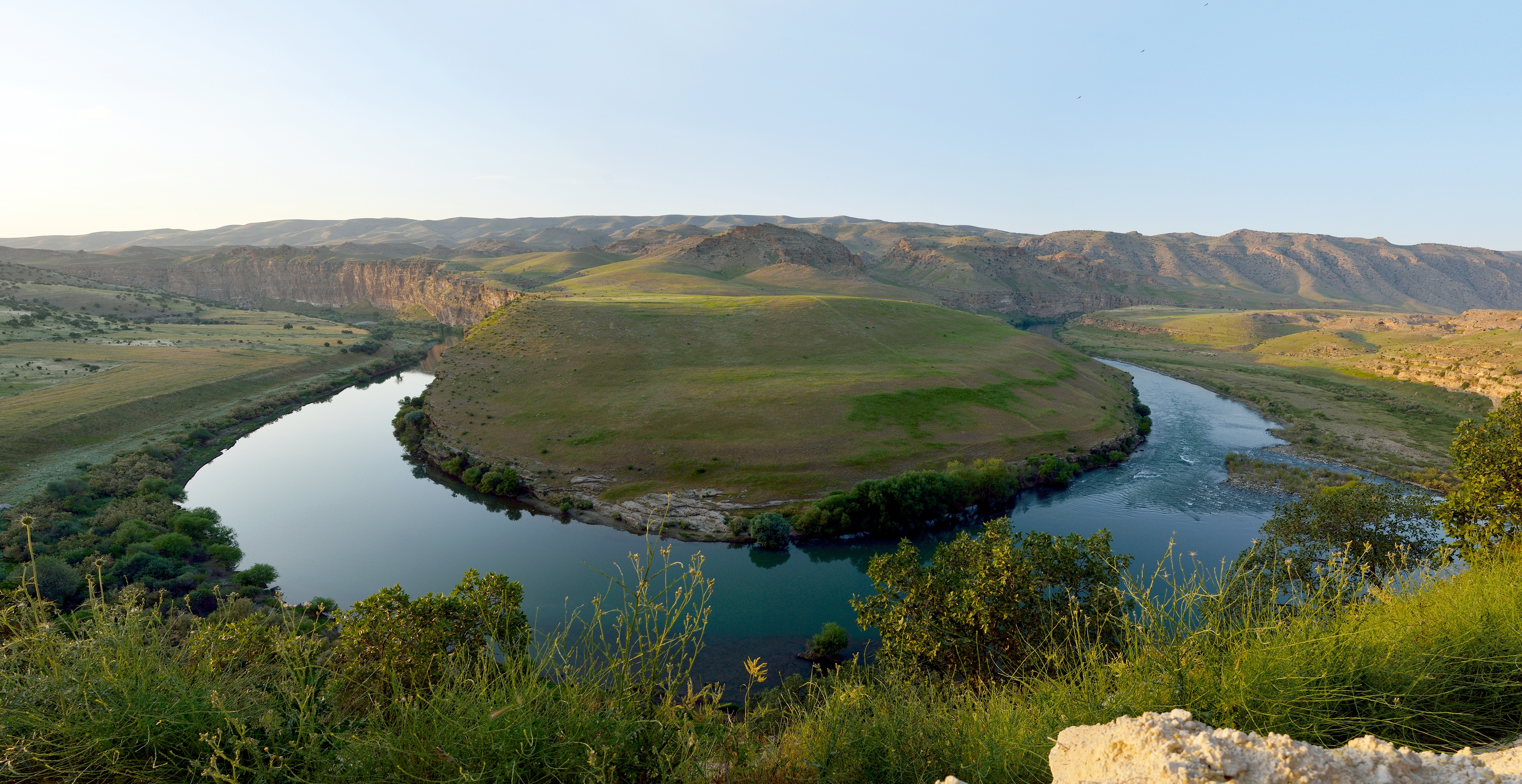
Tigris in Êlih-Hafizbiniyan

غالبية سكان المدينة من العرب على الرغم من أن معظم السكان يتقنون أيضا اللغتين الكردية والتركية، بالإضافة إلى لغتهم الأم العربية. اللهجة العربية المحكية في المنطقة تشابه تلك التي يتحدث بها البدو في العراق. حتى الثمانينيات، كان الآشوريون / السريان والعائلات المسيحية العربية يعيشون في كهوف على ضفتي نهر دجلة. هاجر العديد من هذه العائلات إلى أوروبا الغربية مع تصاعد صراع الحكومة التركية مع حزب العمال الكردستاني خلال الثمانينيات. لا يزال سكان المدينة يتحدثون اللغة العربية.

## المناخ
المناخ المحلي معتدل بقربه من نهر دجلة. يجعل الشتاء أكثر اعتدالًا، مع قيعان تصل إلى 6 درجات مئوية (43 درجة فهرنهايت). يمكن أن تصل درجات الحرارة في الصيف إلى 43 درجة مئوية (109 درجة فهرنهايت) ، ومتوسط درجة الحرارة السنوي 25 درجة مئوية (77 درجة فهرنهايت).

## طالع أيضًا
- الدولة الأرتقية